# 阿尔斯特站
阿尔斯特站（荷蘭語：Station Aalst）是比利时东佛兰德省城市阿尔斯特的鐵路車站。该车站于1853年6月9日启用，位于比利时50号与82号铁路线上。

## 列车服务
该站提供以下列车服务：
- 城际列车 (IC-20) 根特 - 阿尔斯特 - 布鲁塞尔 - 哈瑟尔特 - 通厄伦（周一至周五）
- 城际列车 (IC-20) 根特 - 阿尔斯特 - 布鲁塞尔 - 登德尔蒙德 - 洛克伦（周末）
- 城际列车 (IC-29) 根特 - 阿尔斯特 - 布鲁塞尔 - 布鲁塞尔机场 - 鲁汶 - 兰登（周一至周五）
- 城际列车 (IC-29) 德潘讷 - 根特 - 阿尔斯特 - 布鲁塞尔 - 布鲁塞尔机场 - 鲁汶 - 兰登（周末）
- 布鲁塞尔城市快铁（法语：Réseau express régional bruxellois） (S4) 阿尔斯特 - 登德尔莱乌 - 布鲁塞尔卢森堡 - 埃特贝克 - 维尔福德 - 梅赫伦（周一至周五）
- 布鲁塞尔城市快铁 (S6) 阿尔斯特 - 登德尔莱乌 - 赫拉尔兹贝亨 - 哈勒 - 布鲁塞尔 - 斯哈尔贝克（周一至周五）
- 布鲁塞尔城市快铁 (S10) 阿尔斯特 - 登德尔莱乌 - 布鲁塞尔 - 登德尔蒙德